# Against Me!
Against Me! is een Amerikaanse punkrockband, met als belangrijkste, en enig constant, lid zangeres en gitariste Laura Jane Grace (geboren als Thomas James Gabel).

## Biografie

### Oprichting en doorbraak
Against Me! werd in 1997 opgericht door zangeres/gitariste Laura Jane Grace, die onder de naam Thomas James Gabel optrad als soloartiest of zich liet ondersteunen door bevriende muzikanten. In 1997 verscheen er een democassette met de naam Against Me!. In 1998 werd Kevin Mahon de vaste drummer van de band en verscheen er een tweede demo, Vivida Vis!, die in een beperkte oplage door Misanthrope Records werd uitgegeven. In 1999 werd de eerste, aanvankelijk titelloze, ep heruitgegeven door Crasshole Records. Deze werd in 2000 onder de titel Against Me! heruitgegeven. In 2002 werd Crime as Forgiven by Against Me! hun eerste groots gedistribueerde uitgave. Hierop werd de band uitgebreid met bassist Dustin Fridkin, die samen met Grace een akoestische ep opnam. Deze werd wederom Against Me! genoemd.
In 2002 begon de band met de opnamen van haar debuutalbum Against Me! Is Reinventing Axl Rose, dat werd uitgegeven door No Idea Records. Drummer Mahon werd tijdens deze opnames vervangen door Warren Oakes en James Bowman werd toegevoegd als tweede gitarist. Na de opnamen verliet ook de Fridkin de band, waardoor de hele bezetting, op Grace na, was vervangen. Hij werd vervangen door Andrew Seward. In deze nieuwe bezetting nam de groep haar eerste single getiteld "The Disco Before the Breakdown" op. In 2003 tekende Against Me! een contract bij Fat Wreck Chords, waar ze tweede studioalbum Against Me! as the Eternal Cowboy uitbrachten. Van het album verschenen twee singles: "Cavalier Eternal" en "Sink, Florida, Sink". Hierop verscheen de dvd We're Never Going Home, dat een registratie was van hun tournee door de Verenigde Staten in het voorjaar van 2004. In 2005 verscheen het conceptalbum Searching for a Former Clarity, waarmee ze de 114e plaats in de Billboard 200 wisten te bereiken. Van het album verschenen twee singles: "Don't Lose Touch" en "From Her Lips to God's Ears (The Energizer)". In 2006 verscheen het livealbum Americans Abroad!!! Against Me!!! Live in London!!!, dat werd opgenomen op 21 maart 2006 in de Mean Fiddler in Londen.

### Mainstreamsucces
In 2007 stapte de band over naar Sire Records. Daar verscheen in 2007 het album New Wave, dat werd geproduceerd door Butch Vig, die eerder onder andere het album Nevermind produceerde voor Nirvana. Het album kwam binnen op de 57ste positie van de Billboard 200. Van het album werden vier singles getrokken: "Thrash Unreal", "White People for Peace", "Stop!" en "New Wave". Er verscheen tevens een concert-dvd getiteld Live at the Key Club. In 2008 tourde de band als voorprogramma van Foo Fighters, tijdens hun tour door Noord-Amerika. Tevens verschenen bij Sire Records de digitale ep New Wave B-Sides en de ep Heart Burns, dat een solowerk van Grace bevatte. In juni 2009 verliet Warren Oakes de band, om zich te kunnen focussen op zijn Mexicaanse restaurant. Hij werd vervangen door George Rebelo, een voormalig lid van de posthardcore-band Hot Water Music. In dezelfde maand bracht Fat Wreck Chords het album The Original Cowboy uit, dat bestond uit demo's die de band opgenomen had voor het album Against Me! as the Eternal Cowboy. In augustus 2009 ging de band opnieuw de studio in met Butch Vig, voor de opnamen van hun vijfde album. In maart 2010 tourde de band met Billy Talent door Canada en later met Silversun Pickups door de Verenigde Staten. Tijdens deze tours werd de band bijgestaan door Franz Nicolay op toetsen. In juni 2010 verscheen het album White Crosses, dat uiteindelijk de 34e positie in de Billboard 200 bereikte. Van het album verschenen de singles "I Was a Teenage Anarchist", "White Crosses" en "High Pressure Low".
In september 2010 annuleerde de band kort voor vertrek een tour door Australië en Nieuw-Zeeland, wegens een "onvoorziene samenloop van omstandigheden". In november zegde de band het contract bij Sire Records op. In december 2010 speelde de band weer enkele concerten, waarbij drummer George Rebelo, die op tour was met zijn oude band Hot Water Music, werd vervangen door Jay Weinberg, zoon van Max Weinberg, die eerder speelde in Madball en, als vervanger van zijn vader in de E Street Band. In januari 2011 maakte de band bekend dat Weinberg de definitieve vervanger werd van Rebelo, die terugkeerde naar zijn oude band. In mei 2011 verscheen bij Fat Wreck Chords het album Total Clarity, dat bestond uit demo's, die de band opnam voor het album Searching for a Former Clarity uit 2005. Bij het verschijnen van het album vertelde Grace dat zij voornemens was ieder jaar minsten één album uit te gaan brengen en dat eind 2011 het zesde album van de band zou verschijnen. In dezelfde maand verscheen een single van de nummers "Russian Spies / Occult Enemies", op het kleine label Sabot Productions. Ook nam de band een cover op van het nummer "I Don't Want to Be" van Gavin DeGraw, dat gebruikt werd als themesong voor een aflevering van de televisieserie One Tree Hill. In juni 2011 startte Grace een eigen label, Total Treble Music. De eerste uitgave van het label was een heruitgave van White Crosses, waarbij een extra cd getiteld Black Crosses werd toegevoegd, waarop akoestische demoversies van de nummers van het album te horen waren. In september richtte Grace in het dorp Elkton in Florida een eigen studioruimte in, de Total Treble Studio, om een vaste plaats te hebben om te werken aan nieuw materiaal. Hierna werd het stil rond de band.

### Transgender Dyshoria Blues
In mei 2012 maakte Grace bekend al jaren te kampen met genderdysforie en voortaan door het leven te willen gaan als vrouw. Zij was gestart met het nemen van hormoonbehandelingen en ontharingskuren. Vanaf dat moment voerde ze de naam Laura Jane Grace. In februari 2012 begon de band in Grace' eigen studio met de opnamen van hun zesde album, waarbij zij zelf de productie voor haar rekening nam. In december 2012 verliet drummer Jay Weinberg de band. Hij werd vervangen door Atom Willard, die eerder speelde voor Rocket from the Crypt, The Offspring en Angels & Airwaves. In maart 2013 annuleerde de band een gezamenlijke tournee met Bad Religion. In mei 2013 maakte bassist Andrew Seward bekend dat hij de band verliet. In juni dat jaar werden de opnamen voor het zesde album Transgender Dysphoria Blues afgerond, dan een conceptalbum was over een transgender prostituee. In juli 2013 verscheen de akoestische single "True Trans" onder de naam Against Me!, waar echter enkel Grace op te horen was. In juli maakte de band officieel bekend dat Atom Willard de nieuwe drummer van de band werd, een maand later trad Inge Johansson, die eerder speelde in The (International) Noise Conspiracy en Refused, toe als bassist van de band. In augustus 2013 ging Grace tevens op tournee als soloartieste. In januari 2014 verscheen het album Transgender Dysphoria Blues op Grace' eigen label Total Treble Music.

## Bandleden

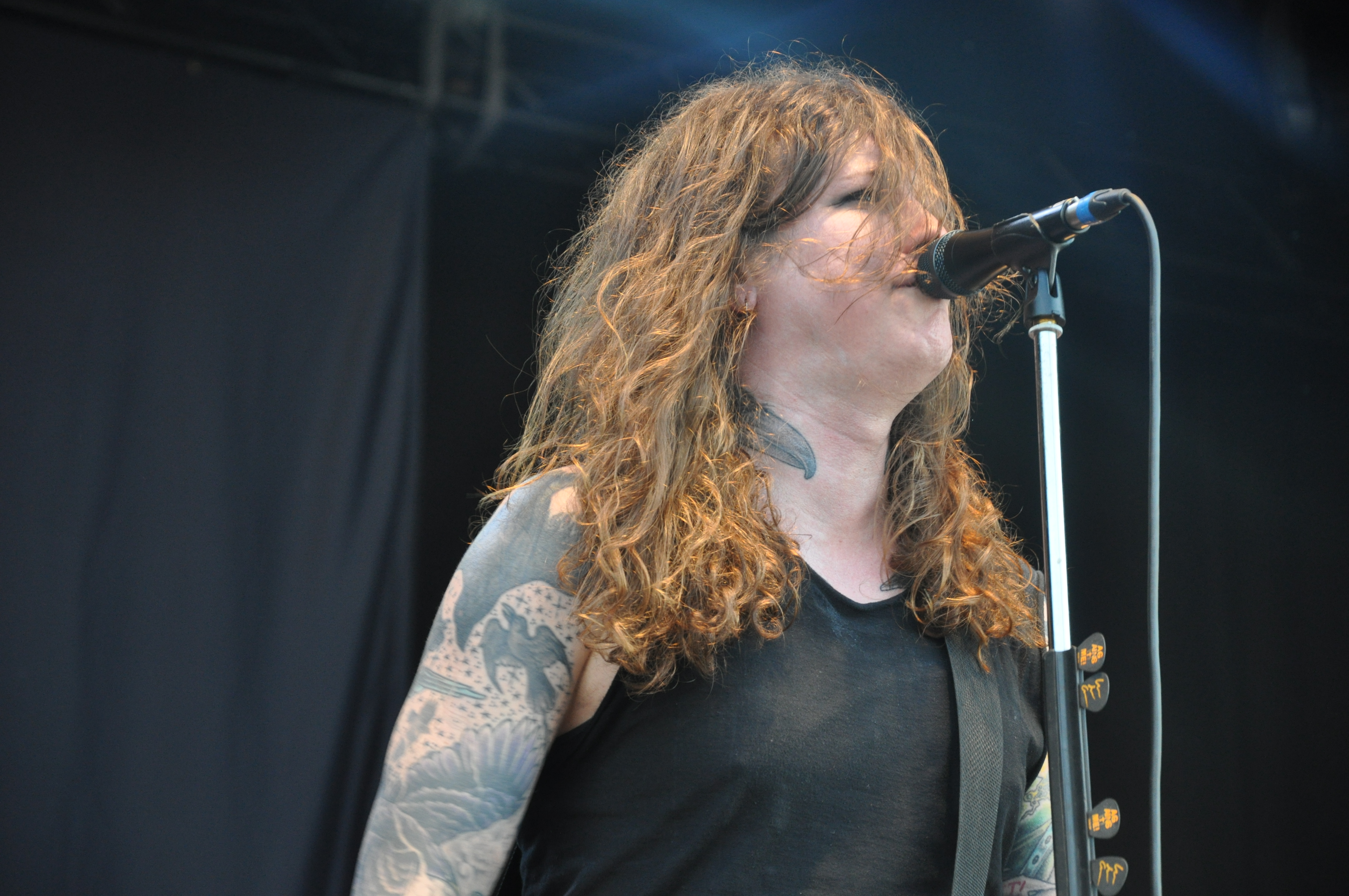
Laura Jane Grace in 2014.

### Huidige leden
- Laura Jane Grace - zang, gitaar (1997-heden)
- James Bowman - gitaar, zang (2001-heden)
- Inge Johansson - basgitaar, zang (2013-heden)
- Atom Willard - drums, slagwerk (2013-heden)

### Voormalig leden
- Kevin Mahon - drums, slagwerk, zang (1998-2001)
- Dustin Fridkin - basgitaar, zang (1998, 2001-02)
- Warren Oakes - drums, slagwerk (2001-09)
- George Rebelo - drums, slagwerk (2009-10)
- Jay Weinberg - drums, slagwerk (2010-12)
- Andrew Seward - basgitaar, zang (2002-2013)

### Tourleden
- Franz Nicolay - piano, keyboard, accordeon, zang (2010)
- Tyson Yerex - piano, keyboard, gitaar (2009-2010)
- Adam Trachsel - basgitaar (2010)

### Studiomuzikanten
- Fat Mike - basgitaar (2013)

## Discografie

### Studioalbums
- Against Me! Is Reinventing Axl Rose (2002)
- Against Me! as the Eternal Cowboy (2003)
- Searching for a Former Clarity (2005)
- New Wave (2007)
- White Crosses (2010)
- Transgender Dysphoria Blues (2014)
- Shape Shift with Me (2016)